# スギタケ
スギタケ（杉茸、学名: Pholiota squarrosa）は広葉樹の倒木に束生する小型から中型のキノコ（菌類）。和名の由来は、傘や柄のささくれた鱗片が、スギの幹のように見えることから名付けられている。別名（地方名）に、アラナメコ（粗滑子：山形県）、スギキノコ（青森県）がある。英名は shaggy scalycap（シャギー・スカリーキャップ）で「羽毛立ったウロコ傘」の意味である。体調によって中毒を起こすことがあるため、食用には注意を要する。

## 分布・生態
北半球の温帯の広葉樹林に分布し、日本の中では北日本に多い。
腐生菌（腐生性）。夏から秋に、主に広葉樹の立ち木の根際や倒木、切り株、畑や林道の埋もれ木、ときに針葉樹の枯幹に束生から群生する。ハタケシメジと同じようなところに生えることもあり、道端や公園などにも発生する。

## 形態
子実体は傘と柄からなる。傘は5 - 10センチメートル (cm) 。はじめ円錐形から半球形で、のちに平らにひらく。傘の表面は淡黄色から淡黄土色の地を、褐色から赤褐色のささくれた鱗片が覆う。粘性はない。肉は淡黄色。傘裏のヒダは緑黄色ののちに褐色になり、柄に対して直生し、やや密。胞子は鉄さび色。
柄はほぼ上下同大で、長さ5 - 12 cm。柄にもささくれた鱗片がある。柄はほぼ直生しやや密で初め淡黄色。柄の上部に繊維質のツバがあり、暗褐色で裂け、上面はなめらか。ツバより下部は傘と同色で、ささくれた鱗片がある。

## 利用
スギタケは地方により従来食用とされてきた。ぱさっとした感じのキノコで、日持ちよく風味は癖がない。ピクルスにするとかたい肉の歯切れがよく、ささくれと色合いが美しい。
ところが中毒の報告が多くなり、腹痛や下痢などの胃腸系の中毒を起こすことが知られるので注意が必要である。特にアルコール（酒類）と共に食べると悪酔いを起こす。毒成分については不明である。その他成分としては、抗腫瘍性多糖、レクチン、ハイフォミンA,B（色素）、ファシキュリンA,B（蛍光物質）などが検出されている。

## 類似種
ナメコやモエギタケに近い仲間で、スギタケモドキ（Pholiota squarrosoides、スギタケ属）によく似るが、スギタケモドキは傘に粘性がある一方、本種はまったく粘性がなく乾いている。地上に発生するタイプは、しばしばツチスギタケ（Pholiota terrestris）と間違われるが、ツチスギタケはスギタケ属に属する別種のキノコである。また、地上に発生するタイプはスギタケとは別種の可能性も指摘されている。
スギタケ属はいくつかの種が混同されている可能性があり、種の分類は十分とは言えない状況にある。和名も似たようなものがいくつかある。傘や柄の粘性の有無が、見分けの重要なポイントになるので確認する。
- スギタケモドキ（Pholiota squarrosoides）
- ヌメリスギタケモドキ（Pholiota cerifera）
- ヌメリスギタケ（Pholiota adiposa）
- ツチスギタケ（Pholiota terrestris）
- ハナガサタケ（Pholiota flammans）